# Chloris affinis
Chloris affinis är en gräsart som beskrevs av José Aristida Alfredo Caro och Evangelina A. Sánchez. Chloris affinis ingår i släktet kvastgrässläktet, och familjen gräs. Inga underarter finns listade i Catalogue of Life.